# Paul Gilroy

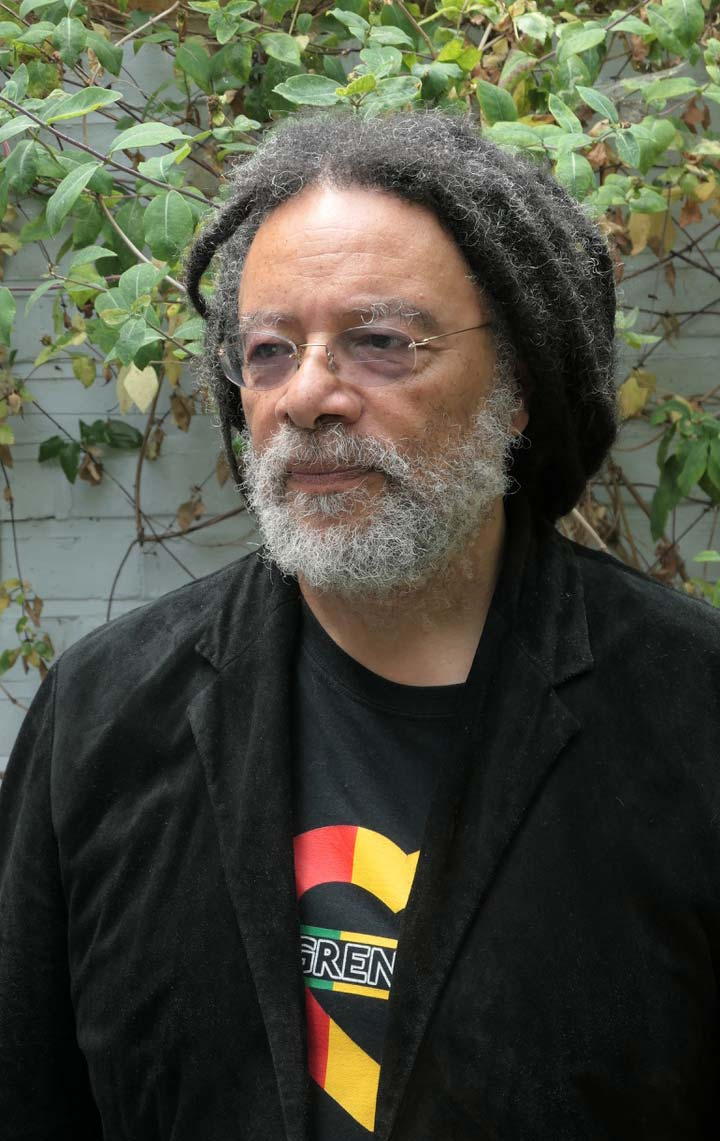
Paul Giroy

Paul Gilroy (Londres, Reino Unido, 16 de febrero de 1956) es un sociólogo y experto en estudios culturales, además de ser el fundador del Centro Sarah Parker Remond para el Estudio de la Raza y el Racismo en el Instituto Universitario de Londres (UCL). Paul Gilroy obtuvo el Premio Holberg 2019, dotado con 660 000 euros, debido a «sus notables aportes a varios ámbitos académicos, incluyendo los estudios culturales, los estudios críticos sobre raza, sociología, historia, antropología y estudios afroamericanos». 

## Biografía

### Primeros años de vida
Gilroy nació el 16 de febrero de 1956 en el East End de Londres, siendo el hijo de una madre guyanesa, Beryl Gilroy, autora de novelas, y un padre inglés, Patrick, que desempeñaba la profesión de científico. Tiene una hermana llamada Darla. Estudió en la University College School y consiguió su título de Licenciatura en la Universidad de Sussex en 1978. Fue a la Universidad de Birmingham, lugar en el que culminó su doctorado en 1986. 

### Carrera
Gilroy es un experto en el análisis cultural y la cultura diaspórica de la raza negra, interesado en las "innumerables expresiones de la cultura negra británica". Es responsable de obras como There Ain't No Black in the Union Jack (1987), Small Acts (1993), The Black Atlantic (1993), Between Camps (2000; también conocido como Against Race en Estados Unidos) y After Empire (2004; también conocido como Postcolonial Melancholia en Estados Unidos), entre otras. Gilroy también participó como escritor en The Empire Strikes Back: Race and Racism in 1970s Britain (1982), una obra revolucionaria creada en conjunto y distribuida bajo la marca del Centre for Contemporary Cultural Studies de la Universidad de Birmingham, donde obtuvo su doctorado y colaboró con el intelectual jamaicano Stuart Hall. Otros miembros del grupo son Valerie Amos, Hazel Carby y Pratibha Parmar .
Gilroy impartió lecciones en el South Bank Polytechnic de la Universidad de Essex y posteriormente por varios años en Goldsmiths, antes de asumir un cargo en la Universidad de Yale, donde ocupó la presidencia del Departamento de Estudios Afroamericanos y fue docente de Sociología y Estudios Afroamericanos. Antes de su incorporación al King's College de Londres en septiembre de 2012, ocupó la primera posición en la Cátedra Anthony Giddens de Teoría Social en la London School of Economics.
Gilroy desempeñó varios años en el Greater London Council durante los años 80 antes de transformarse en académico. En ese lapso, se vinculó con la revista City Limits (donde desempeñó un papel de editor auxiliar entre 1982 y 1984) y The Wire (donde tuvo una columna frecuente entre 1988 y 1991). Durante este periodo, también escribió para New Musical Express, The New Internationalist y New Statesman and Society. [1]. 
Gilroy es reconocido como un destacado académico e historiador de la música de la diáspora africana, como analista de la política de raza, nación y racismo en el Reino Unido, y como arqueólogo de la existencia literaria y cultural de los afrodescendientes en el hemisferio oeste. De acuerdo con el Journal of Blacks in Higher Education de Estados Unidos, ha sido uno de los académicos afroamericanos más mencionados en el campo de las humanidades y las ciencias sociales. En 2002, 2004, 2006, 2007 y 2008, ocupó la primera posición en la clasificación de humanidades.
Gilroy cuenta con doctorados de honor de la Universidad Goldsmiths de Londres, la Universidad de Lieja en 2016, la Universidad de Sussex, y la Universidad de Copenhague.
Durante el otoño de 2009, desempeñó la labor de docente visitante en el Tratado de Utrecht en el Centro de Humanidades de la Universidad de Utrecht. En 2012, Gilroy obtuvo una beca conmemorativa del 50 aniversario de la Universidad de Sussex. 
Fue seleccionado en 2014 para formar parte de la Academia Británica, la institución nacional del Reino Unido dedicada a las humanidades y ciencias sociales.En ese mismo año, fue seleccionado para la Real Sociedad de Literatura. En abril de 2018, fue nombrado miembro honorario internacional de la Academia de Artes y Ciencias de Estados Unidos. 
En 2020, Gilroy asumió la dirección fundacional del Centro Sarah Parker Remond del University College de Londres (antes conocido como el Centro para el Estudio del Racismo y la Racialización), nombrado de esta manera en reconocimiento a la abolicionista transatlántica y defensora de los derechos de las mujeres. 